# Obchodník se smrtí (film, 2006)
Obchodník se smrtí (v italském originále Il mercante di pietre) je italsko-britský dramatický film z roku 2006. Režisérem filmu je Renzo Martinelli. Hlavní role ve filmu ztvárnili F. Murray Abraham, Harvey Keitel, Jane March, Jordi Mollá a Lucilla Agosti.

## Obsazení
| F. Murray Abraham   | Painter             |
| Harvey Keitel       | Ludovico Vicedomini |
| Jane March          | Leda                |
| Jordi Mollá         | Alceo               |
| Lucilla Agosti      | Lydia               |
| Bruno Bilotta       | Libero              |
| Federica Martinelli | Rita                |
| Massimo Vanni       | pilot               |